# 待补镇
待补镇，是中华人民共和国云南省曲靖市会泽县下辖的一个镇。

## 行政区划
待补镇下辖以下地区：
待补社区、安祥村、新发村、鹧鸡村、哨牌村、戛里村、大坝村、野马村、汤德村、箐门村、歹咩村、仓房村、金牛村、咩则村和糯租村。